# Partito Comunista del Messico
Il Partito Comunista del Messico (es. Partido Comunista de México) è un partito politico messicano di matrice marxista-leninista, fondato il 20 novembre 1994. Si ritiene l'erede dello storico Partito Comunista Messicano.

## Storia
Dopo lo scioglimento del vecchio Partito Comunista Messicano nel 1981 e lo smantellamento del blocco socialista nel 1991, il movimento comunista messicano, così come quello di gran parte del mondo, entrò in una grave crisi politica e ideologica, dando luogo a diverse associazioni e piccoli partiti divisi e del tutto ininfluenti.
Il 20 novembre 1994 un gruppo di comunisti, fondamentalmente ex membri del Comitato Centrale del Partito Popolare Socialista, si è riunito per formare la Commissione Organizzativa Nazionale del Partito dei Comunisti Messicani, lanciando un Manifesto per la costruzione di un nuovo Partito Comunista in Messico che recuperi l'eredità dell'estinto PCM fondato nel 1919.
Il I Congresso di tale nuova piattaforma avvenne nel 1996, dove il partito assunse il nome di Partito dei Comunisti Messicani. Nonostante il suo consolidamento come partito la sua linea politica era incerta, in gran parte dovuta al fatto che riuniva diversi settori comunisti. Analogamente ad altri partiti comunisti dell'America latina si alleò con le altre forze progressiste del paese. Nel 2000 ha sostenuto le rispettive candidature di Cuauhtémoc Cárdenas e Andrés Manuel López Obrador alla presidenza della repubblica e capo del governo dell'allora Distretto Federale. L'alleanza con le altre forze di sinistra si ruppe poco dopo per un presunto tradimento degli accordi firmati.
Il II Congresso del Partito si è tenuto nel 2001, con lo slogan "Socialismo o barbarie". Le tesi di questo Congresso non hanno significato, fondamentalmente, un cambiamento rispetto alle posizioni del precedente. L'obiettivo principale di questo Congresso era quello di prendere provvedimenti per unire varie organizzazioni della sinistra socialista, ampliando il movimento dei comunisti messicani.
Nel suo III Congresso, tenutosi nel 2003, denominato Congresso dell'Unità, il Partito dei Comunisti Messicani decise di fondersi con il Partito della Rivoluzione Socialista, adottando il nome di Partito dei Comunisti. Nel 2006 il partito ha deciso di aderire alla "Sesta dichiarazione della Selva Lacandona" e di sostenere l'Esercito Zapatista di Liberazione Nazionale.
Le divergenze interne poco chiare continuarono a pesare sulle attività del partito, così iniziò un processo di rottura da parte di una corrente del Comitato Centrale presieduta da Pavel Blanco Cabrera, che decise di convocare un nuovo congresso che potesse essere risolutorio della crisi interna. Congresso. Il IV Congresso si tenne nel 2010, vide la divisione del partito in due; da una parte coloro che continuarono a raggrupparsi sotto il nome di Partito dei Comunisti, dall'altra, principalmente giovani, coloro che decisero di fondersi con altri movimenti e chiamarsi Partito Comunista del Messico. Il partito adottò una linea profondamente legata al leninismo e all'antirevisionismo. Attualmente, il partito segue una politica che ha definito di "svolta dei lavoratori" e di riavvicinamento ai "settori popolari". Mantiene un atteggiamento ostile nei confronti del governo di López Obrador e del suo partito Morena, accusandolo di essere un socialdemocratico e di perpetuare il neoliberismo in Messico.

## Relazioni internazionali
Su iniziativa del Partito Comunista di Cuba venne ammesso nel 2001 al Forum di San Paolo.
A partire dal 2002 è membro dell'Incontro Internazionale dei Partiti Comunisti e Operai.
Intrattiene rapporti con le FARC-EP colombiane.
Intrattiene strette relazioni con il Partito Comunista di Grecia e con il Partito Comunista dei Lavoratori di Spagna, tant'è che a partire dal 2018 collabora con l'Iniziativa dei Partiti Comunisti e Operai d'Europa.